# Tropico (videogioco)
Tropico è un videogioco gestionale in tempo reale sviluppato da PopTop Software e pubblicato da Gathering of Developers (conosciuto anche come GOD Games e come The Gathering). Il protagonista del gioco è il capo ("El Presidente") della República de Tropico, immaginaria nazione insulare ispanofona che si trova ai Caraibi. Il gioco è ambientato dal 1950 in poi (in base alla modalità scelta).

## Ambientazione
Molti giochi per PC erano stati ambientati nei Caraibi, ma Tropico è il primo che tratta della presa del potere e del governo di una giovane nazione caraibica in piena Guerra Fredda. Il gioco affronta temi seri e talvolta drammatici, come il totalitarismo, le frodi elettorali, l'intervento di potenti compagnie e nazioni (USA e Unione Sovietica), rivoluzioni e colpi di stato - ma l'atmosfera dell'isola è allegra e l'ironia abbonda. Nel gioco sono presenti molti personaggi e ognuno di loro presenta necessità individuali e familiari. Gran parte delle decisioni prese dal giocatore coinvolgono il popolo: il protagonista deve provare a resistere al potere e appagare la popolazione il più a lungo possibile, fornendo educazione, divertimento, cibo e lavoro per ogni persona. Le varie fazioni hanno un'opinione diversa per il capo dell'isola. Se il popolo non è felice, si ribellerà o non voterà più il presidente ponendo fine al gioco.

## Modalità di gioco
Le modalità di gioco sono tre: Tutorial, Scenario, Gioco Casuale.
- La modalità Tutorial è stata appositamente creata per aiutare i giocatori a imparare lo schema di gioco.
- La modalità Scenario ha delle condizioni di gioco predefinite con traguardi determinati per ottenere la vittoria. Ci sono diversi scenari con varie difficoltà.
- Gioco Casuale permette di scegliere le condizioni all'inizio del gioco. Queste sono:

1. Elevazione dell'isola
2. Vegetazione
3. Copertura dell'acqua
4. Effetti sul gameplay

I giocatori devono scegliere le caratteristiche del proprio personaggio, che potranno ispirarsi a quelle di Che Guevara, Fidel Castro, Evita Perón come volto femminile ed altri personaggi latino-americani. Poi si devono scegliere i dettagli per il traguardo: 
1. Durata del gioco
2. Obiettivi
3. Difficoltà economica
4. Stabilità politica

## Colonna sonora
Tropico è caratterizzato dalla musica latino-americana, soprattutto dominicana, composta per la maggior parte da Daniel Indart. Il gioco ha vinto nella categoria Migliore Musica Originale nel 2002 all'Interactive Achievement Awards.

## Altre versioni
Esistono alcune espansioni del gioco. 
- Tropico: Paradise Island, espansione con più scenari e capi di Stato
- Tropico: Mucho Macho Edition, versione extended comprendente il titolo originale, la prima espansione e altri scenari